# Tangutūru
Tangutūru är en ort i Indien.   Den ligger i distriktet Prakasam och delstaten Andhra Pradesh, i den södra delen av landet, 1 500 km söder om huvudstaden New Delhi. Tangutūru ligger 11 meter över havet och antalet invånare är 20 000.
Terrängen runt Tangutūru är mycket platt. Runt Tangutūru är det tätbefolkat, med 493 invånare per kvadratkilometer. Närmaste större samhälle är Ongole, 18,3 km norr om Tangutūru. Omgivningarna runt Tangutūru är en mosaik av jordbruksmark och naturlig växtlighet.